# Moto Guzzi V85 TT
Die V85 TT ist eine Reiseenduro von Moto Guzzi, die zur mittleren Hubraumklasse gehört. Das Motorrad wurde Ende 2017 angekündigt und ging im Frühjahr 2019 in Serienproduktion. Es soll klassisches Design mit moderner Ausstattung verbinden und ist für den Straßeneinsatz oder leichtes Gelände konzipiert. Dies spiegelt sich in der Modellbezeichnung wider, wo „TT“ im Italienischen für „Tutto Terreno“ steht – zu Deutsch: jegliches Gelände.

## Technische Daten

### Antrieb

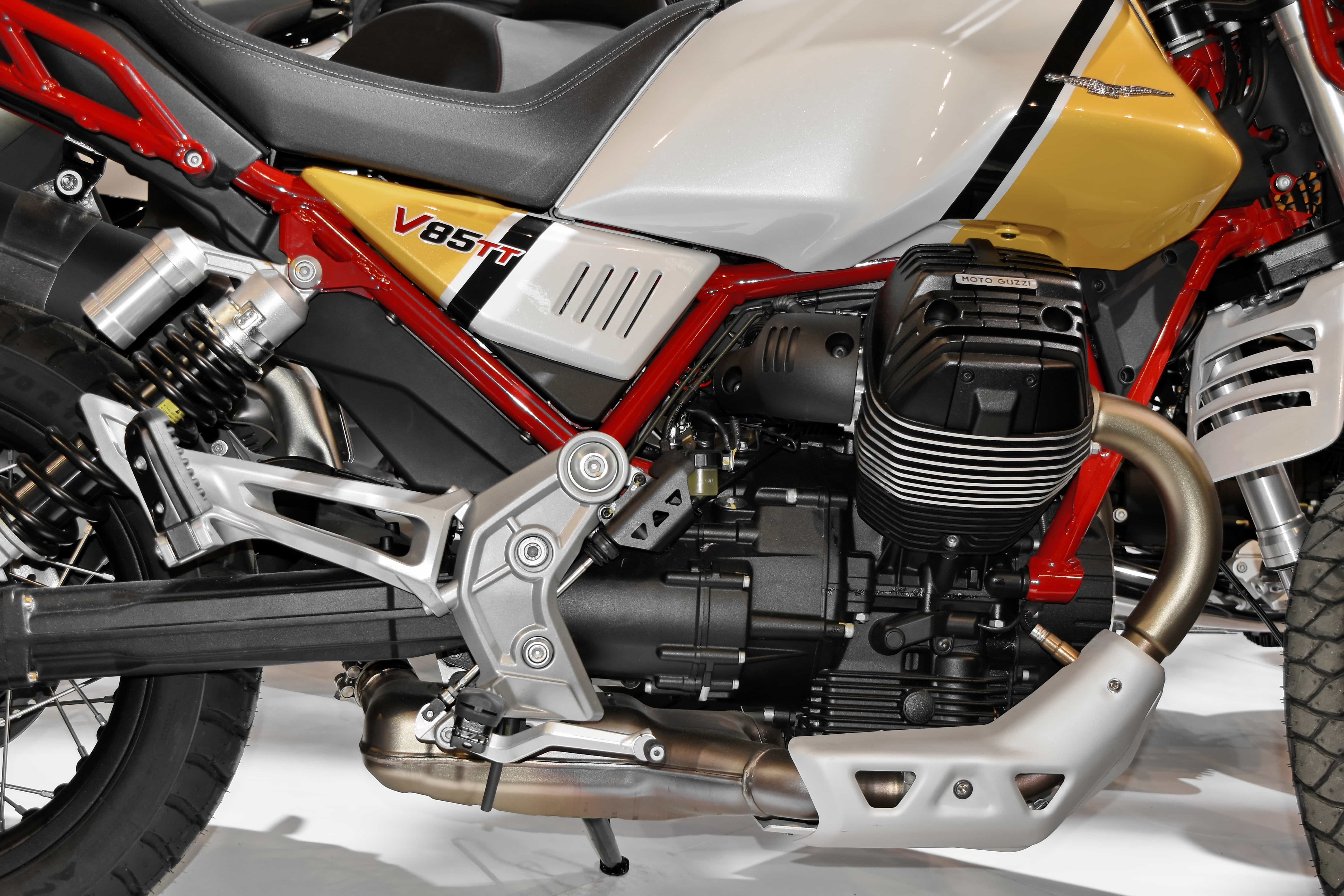
Motor

Der Motor ist wie bei Moto Guzzi üblich, ein längs eingebauter luftgekühlter 90-Grad-V2-Viertaktmotor. Er hat zwei Ventile pro Zylinder, die von einer zentralen Nockenwelle über Stößel, Stoßstangen und Kipphebel betätigt werden. Das Einlassventil besteht aus Titan, dessen vergleichsweise geringes Gewicht ein scharfes Nockenprofil ermöglicht. Das Gemisch bereitet eine elektronische Einspritzung auf und die Luftzufuhr regelt eine zentrale Drosselklappe, deren Durchmesser 52 mm beträgt. Sie ist elektronisch gesteuert (sog. Ride-by-Wire), wodurch unterschiedliche Ansprechverhalten realisiert werden können.
Mit 853 cm³ Hubraum und einer Verdichtung von 10,5:1 erzielt der Motor 59 kW (80 PS) bei 7750 min−1. Das maximale Drehmoment beträgt 80 Nm bei 5000 min−1, wobei zwischen 3500 min−1 und 8000 min−1 mehr als 70 Nm zur Verfügung stehen. Eine mechanisch über Seilzug betätigte Einscheiben-Trockenkupplung, ein Sechsganggetriebe und eine Kardanwelle übertragen die Kraft an das Hinterrad. Der Kardanantrieb ist ein Alleinstellungsmerkmal der V85 TT, die ihn als einzige Reiseenduro der mittleren Hubraumklasse bietet (Stand 04/2019). Das Motorrad ist nach der Euro 4 Abgasnorm homologiert und verbraucht im WMTC-Zyklus 4,9 L/100 km, beziehungsweise stößt 118 g CO2 pro Kilometer aus.
Ab Modell 2021 mit Euro 5 nur noch 76 PS/56 KW und dafür aber mehr Drehmoment im mittleren Bereich.

### Rahmen und Fahrwerk
Die V85 TT hat einen Gitterrohrrahmen aus Stahl, der Motor ist als tragendes Element mit einbezogen.
Vorne ist eine 41 mm Upside-Down Gabel eingebaut, deren Vorspannung und Dämpfung einstellbar sind und die 170 mm Federweg bietet. Zur Federung hinten dient ein einzelnes Federbein zwischen der Doppelarmschwinge und dem Rahmen. Es ist ebenso wie die Federgabel in Vorspannung und Dämpfung justierbar und bietet 170 mm Federweg. Wie bei allen Guzzi-Modellen mit der 1977 eingeführten, sogenannten „Small-Block“-Antriebskonstruktion ist die Schwinge drehbar gelagert direkt am Getriebegehäuse angeschraubt.
Das Bremssystem umfasst zwei schwimmend gelagerte 320-mm-Scheibenbremsen von Brembo am Vorderrad sowie eine einzelne 260-mm-Bremsscheibe am Hinterrad. Die V85 TT gibt es ausschließlich mit Speichenrädern: vorne 19 Zoll Durchmesser und Reifendimension 110/80, respektive 17 Zoll und 150/70 hinten.

## Ausstattung
Zum Verkaufsstart standen fünf verschiedene Farben zur Auswahl, die sich auf zwei Varianten verteilten: entweder zweifarbige Lackierung mit rotem Rahmen („Gelb Sahara“, „Rot Kalahari“) oder einfarbige Lackierung mit schwarzem Rahmen („Grau Atacama“, „Blau Atlante“, „Rot Vulcano“). Die zweifarbige Variante ist mit Michelin Anakee Adventure bereift und bietet einen anderen Sitzbankbezug als die einfarbige Variante, die standardmäßig auf Metzeler Tourance Next rollt. Moto Guzzi verlangte in Deutschland (Stand 2019) 12.300 € für die zweifarbige V85 TT, während die Einfarbige bereits ab 11.990 € angeboten wurde.
Ein Sondermodell Centenario wurde nur 2021 zum 100-jährigen Firmenjubiläum in den historischen Farben der V8 „Otto Cilindri“ „silbergrau satiniert / grün matt“ mit brauner Ledersitzbank gebaut.
2022 bestehen die Ausstattungsvarianten aus der V85 TT in „schwarz Etna“ und „grün Ataj“, der V85 TT Evocative Graphics mit zweifarbigen Lackierungen „gelb Mojave“ und „rot Uluru“, der nummerierten „Limited Edition“ mit Sonderausstattung V85 TT Guardia d’Onore (Farbgebung der Motorradeskorte der italienischen Staatspräsidenten durch das Corazzieri-Regiment) und der V85 TT Travel in „grau Grigna“ mit Touren-Ausstattung (großes Windschild, Koffersystem, Handschutz usw.). Die Preise reichen in Deutschland von 12.299 € bis 13.999 € (Stand 2022).